# ホテル日航関西空港

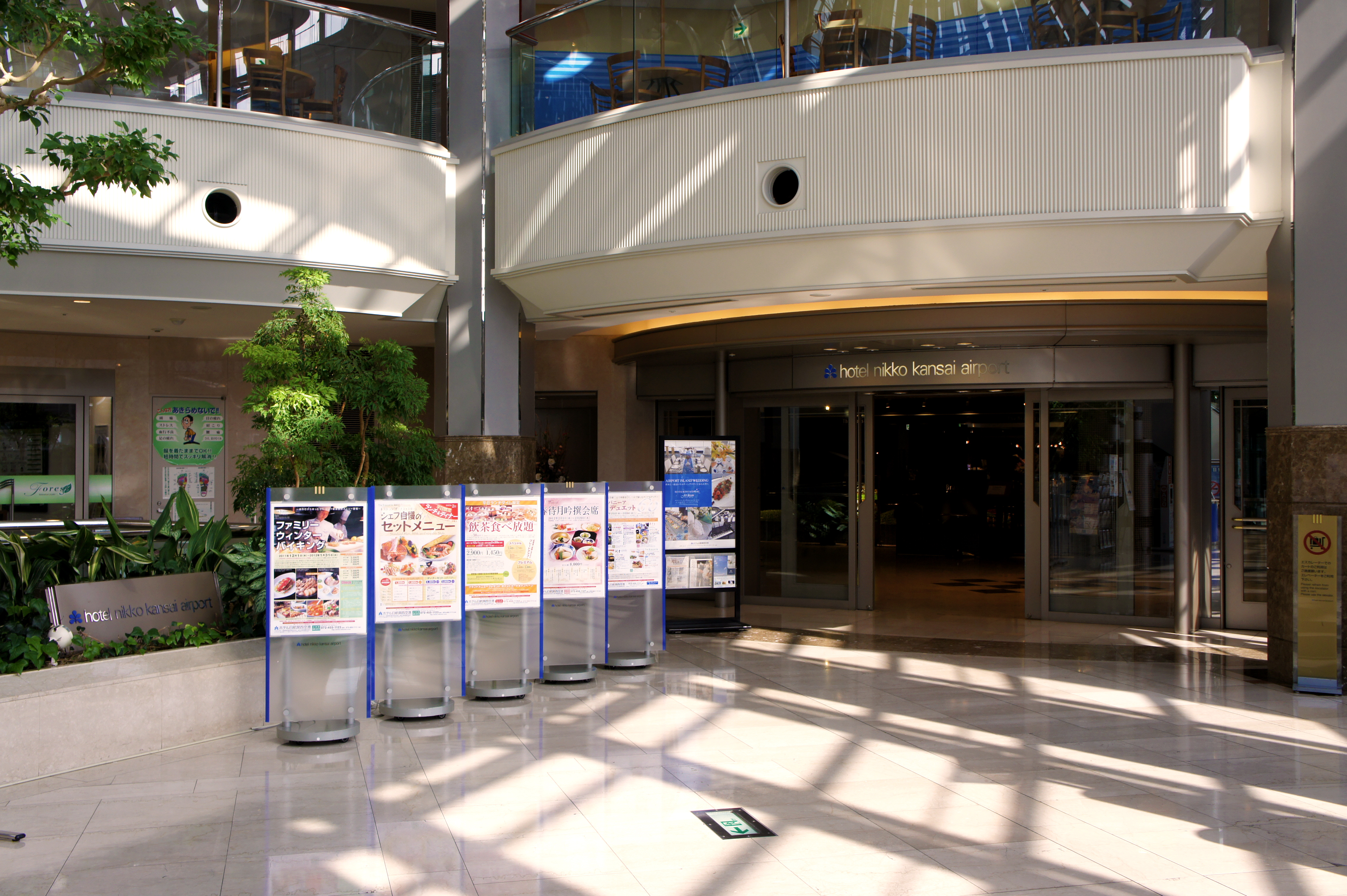
2階ホテル入口

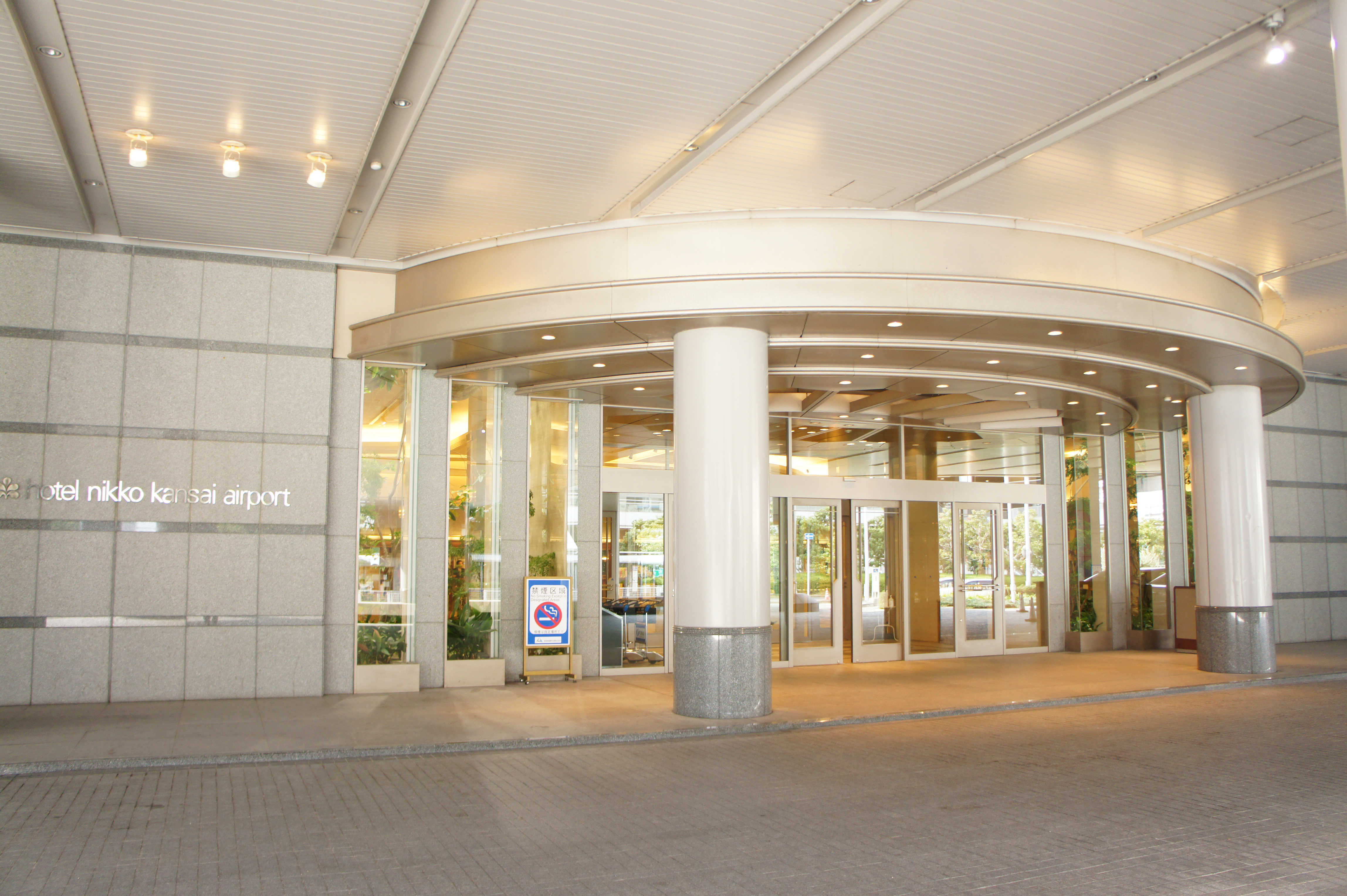
ホテル正面玄関（1階）

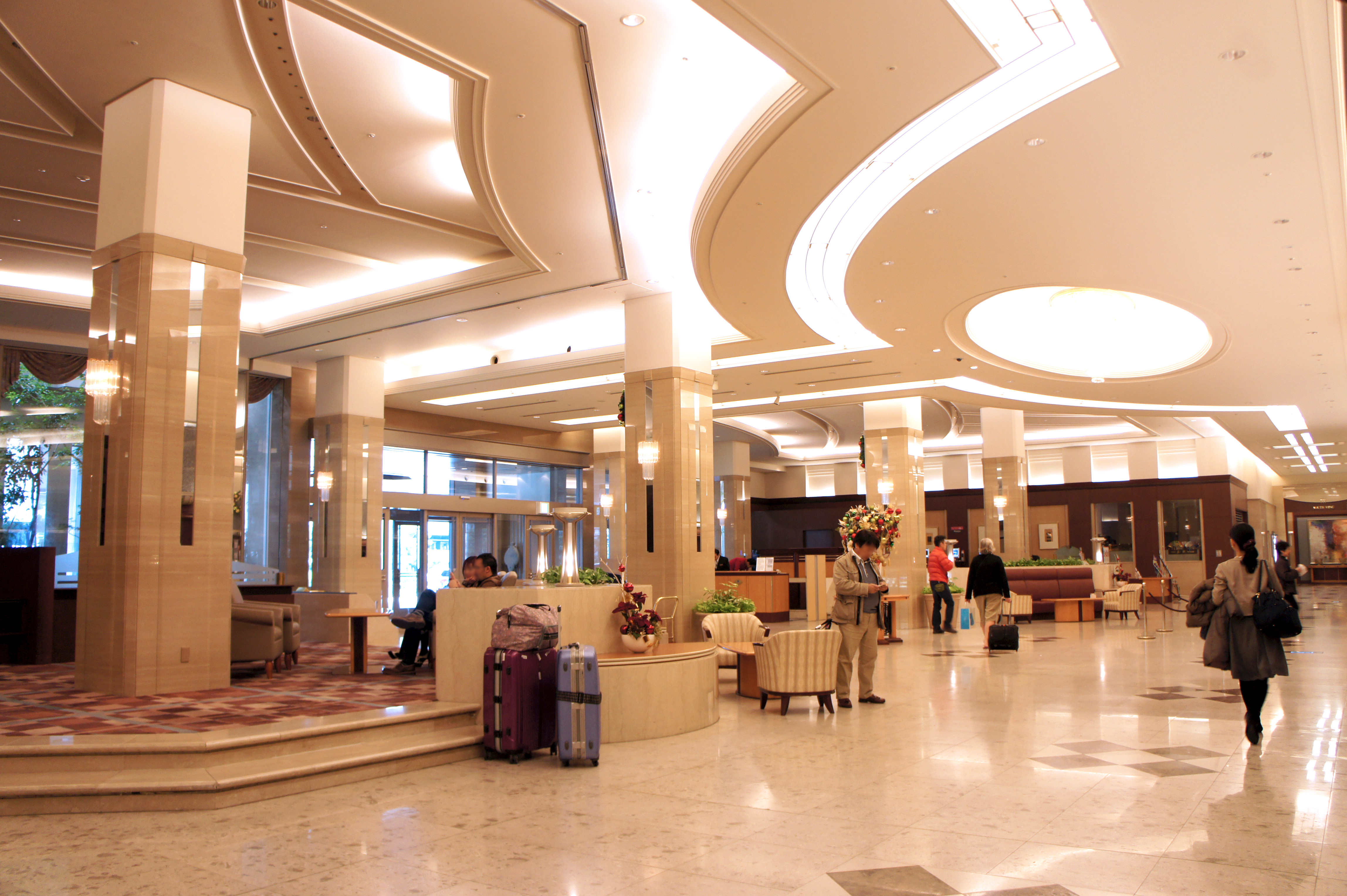
ロビー（1階）

ホテル日航関西空港（Hotel Nikko Kansai Airport）は、大阪府泉佐野市の関西国際空港内にあるホテル。

## 概要
1995年（平成7年）6月24日に、「ホテル関西空港」として開業。同年9月に現名称に改称した。第1ターミナルに隣接する「エアロプラザ」内に位置し、同建物の1階から11階までを占める。ホテルの運営はオークラニッコーホテルマネジメントが行っている。
第1ターミナルとは徒歩で約4分程度、西日本旅客鉄道（JR西日本）と南海電気鉄道の関西空港駅からは徒歩約2分程度の距離にあり、また、第2ターミナル行きの連絡バスもフロントと同フロアであるエアロプラザ1階より発着している。いずれも雨に濡れることなく行くことが出来るアクセスの良さを誇る。
関西国際空港の第1ターミナルに隣接する便利な立地にあることから、出発前や到着後の乗客のほか、関西国際空港に乗り入れる各航空会社の乗務員の利用も多い。なお、「KANKU CLUBカード」会員は基本宿泊料金20パーセント割引、飲食10パーセント割引の特典がある。
2025年5月9日・10日にはホテル開業30年を記念して第83期名人戦七番勝負第3局が開催された。

## 客室
4階から10階に576室の客室がある。第2滑走路に面した客室は第2滑走路や大阪湾が見渡せる。
- シングル（スタンダード/スーペリア/プレミアム）
- ダブル（セミダブル/スタンダード/スーペリア/プレミアム）
- ツイン（スタンダード／スーペリア/プレミアム）
- デラックスツイン
- スイート
- ユニバーサルルーム（車椅子対応）

## 施設
- 「桃李」（中国料理）
- 「ザ・ブラッスリー」
- 「花ざと」（和食）
- 「銀杏」（鉄板焼）
- 「ジェットストリーム」（洋食）
- レストラン個室
- ビジネスセンター
- リフレッシュクラブ（夏季限定）
- 関西空港会議場

他にも、隣接する「エアロプラザ」内に、各種レストランや24時間オープンしているコンビニエンスストア「ローソン」、レンタカー会社のカウンターや歯科診療所などがある。

## アクセス

### 飛行機
- 関西国際空港第1ターミナルより徒歩約4分

### 鉄道
- 関西空港駅より徒歩約2分

### 船
- 神戸-関空ベイ・シャトルのポートターミナルと、旅客ターミナルとの間を結ぶ南海バスが旅客ターミナルに発着する。

### 自動車
- 関西空港自動車道経由「関西国際空港連絡橋（スカイゲートブリッジ）」より約1分
  - ホテル専用駐車場100台

- 大阪市内や京都駅、大阪国際空港などと関西国際空港を結ぶ路線バスが第1ターミナルに発着するほか、第2ターミナルゆき連絡バスの停留所がエアロプラザ1階にある。

## 日本代表チーム会見
- 2010年7月1日に、2010 FIFAワールドカップ南アフリカ大会から帰国したサッカー日本代表チームの岡田武史監督や長谷部誠キャプテンらが、ホテル内宴会場で帰国会見を行った[4]。なおこの際に今野泰幸選手が、田中マルクス闘莉王選手のものまねをして話題を呼んだ[5]